# فرانک آندروود (خانه پوشالی)
فرانک آندروود یا فرانسیس آندروود (انگلیسی: Frank Underwood) یک شخصیت تخیلی است که نقش اول را در سریال خانه پوشالی ایفا می‌کند. فرانک یک سیاستمدار آمریکایی است که در آرزوی دستیابی به مدارج بالای کاخ سفید است. کلر آندروود (به بازیگری رابین رایت) نقش همسر او و نقش اول زن را ایفا می‌کند.

## فصل اول
فرانک اندروود در این فصل، به عنوان یک سیاست‌مدار نسبتاً جوان، برای یک فرد به نام گرت واکر(مایکل گیل)از حزب دموکرات، برای ریاست جمهوری سال ۲۰۱۲ کاندیدا می‌شود. واکر در دوران نامزدی اش به فرانک وعدهٔ وزارت خارجه را می‌دهد؛ ولی بعد به بهانهٔ به دست گرفتن کنگره او را به عنوان وزیر خارجه منصوب نمی‌کند. این کار خشم فرانک را برانگیخته و او آماده می‌شود، همان‌طور که او را رئیس‌جمهور کرد، از قدرت برکنار کند و خود را صاحب دفتر ریاست جمهوری کند.

## فصل دوم
فصل اول و دوم هردو در هنگام ریاست جمهوری واکر اتفاق می‌افتد ولی قهرمان قصه، تا یک قدمی ریاست جمهوری رسانده‌است. او در فصل دوم به عنوان معاون اول رئیس‌جمهور آمریکا نقش ایفا می‌کند. در اواخر فصل دوم، در یک دعوای مالی و سیاسی شخصی به نام دامبار که برای برد این ماجرای سیاسی مالی از طرف اندروود و واکر برای برد انتخاب می‌شود. آن‌ها با توجه به شناخت دامبار، فکر میک کنند افسار وی دست کاخ سفید است ولی بر خلاف فکر کاخ سفیدی‌ها، دامبار به هیچ وجه این‌گونه نبود و داشت دعوا و رسوایی را به تراسک می‌باخت. این باعث شد فرانک از موقعیت استفاده کند و از احساسات واکر استفاده و او را راضی کند تا از ریاست جمهوری کناره‌گیری و اندروود را به عنوان ریاست جمهور انتخاب کند.
چند ماه دیگر انتخابات ریاست جمهوری آمریکا انجام می‌شد و اندروود باید برای انتخابات مبارزه می‌کرد. او برای جلب رای مردم طرحی به نام اَمِریکا وُرْکْس راه اندازی کرد که حذف آن کار بسیار برای نیویورکی‌ها و واشنگتونی‌ها بود. این برگ برندهٔ آندروود در انتخابات بود که ان را از کاندیدای دیگر (دامبار) برد.